# Melanoplus rehni
Melanoplus rehni är en insektsart som beskrevs av Morgan Hebard 1920. Melanoplus rehni ingår i släktet Melanoplus och familjen gräshoppor. Inga underarter finns listade i Catalogue of Life.